# Hlebče
Hlebče – wieś w Słowenii, w gminie Velike Lašče. W 2018 roku liczyła 41 mieszkańców.